# Stilbum anomalum
Stilbum anomalum är en svampart som beskrevs av Berk. 1837. Stilbum anomalum ingår i släktet Stilbum och familjen Chionosphaeraceae.   Inga underarter finns listade i Catalogue of Life.